# 줄스-에밀 버샤펠트

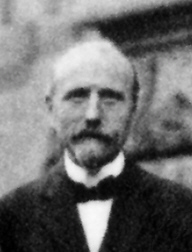
줄스-에밀 버샤펠트 (1927)

줄스-에밀 버샤펠트(프랑스어: Jules-Émile Verschaffelt, 1870년 1월 27일 ~ 1955년 12월 22일)는 벨기에의 물리학자이다. 그는 라이덴 대학교에 있는 하이크 카멀링 오네스의 실험실에서 1894년에서 1906년까지 일했고, 다시 1914년부터 1923년까지 일했다. 1906년부터 1914년, 그는 브뤼셀의 브리 대학교에서 일했고, 1923년부터 1940년까지는 겐트대학교에서 일했다.